# لافانغن
لافانغن (بالنرويجية: Lavangen) هي بلدية في مقاطعة ترومس، النرويج. المركز الإداري للبلدية هي قرية تينفول.

## المناخ
يظهر الجدول التالي التغييرات المناخية على مدار السنة للافانغن:
| البيانات المناخية لـلافانغن                | البيانات المناخية لـلافانغن | البيانات المناخية لـلافانغن | البيانات المناخية لـلافانغن | البيانات المناخية لـلافانغن | البيانات المناخية لـلافانغن | البيانات المناخية لـلافانغن | البيانات المناخية لـلافانغن | البيانات المناخية لـلافانغن | البيانات المناخية لـلافانغن | البيانات المناخية لـلافانغن | البيانات المناخية لـلافانغن | البيانات المناخية لـلافانغن | البيانات المناخية لـلافانغن |
| الشهر                                      | يناير                       | فبراير                      | مارس                        | أبريل                       | مايو                        | يونيو                       | يوليو                       | أغسطس                       | سبتمبر                      | أكتوبر                      | نوفمبر                      | ديسمبر                      | المعدل السنوي               |
| ------------------------------------------ | --------------------------- | --------------------------- | --------------------------- | --------------------------- | --------------------------- | --------------------------- | --------------------------- | --------------------------- | --------------------------- | --------------------------- | --------------------------- | --------------------------- | --------------------------- |
| متوسط درجة الحرارة الكبرى °م (°ف)          | −3.2 (26.2)                 | −2.2 (28.0)                 | 1.1 (34.0)                  | 4.5 (40.1)                  | 10.1 (50.2)                 | 15.0 (59.0)                 | 17.2 (63.0)                 | 15.6 (60.1)                 | 10.6 (51.1)                 | 4.8 (40.6)                  | 0.6 (33.1)                  | −1.2 (29.8)                 | 6.1 (43.0)                  |
| المتوسط اليومي °م (°ف)                     | −6.7 (19.9)                 | −5.8 (21.6)                 | −2.9 (26.8)                 | 1.2 (34.2)                  | 6.6 (43.9)                  | 10.9 (51.6)                 | 13.3 (55.9)                 | 12.0 (53.6)                 | 7.1 (44.8)                  | 2.4 (36.3)                  | −2.4 (27.7)                 | −5.0 (23.0)                 | 2.6 (36.7)                  |
| متوسط درجة الحرارة الصغرى °م (°ف)          | −11.5 (11.3)                | −10.2 (13.6)                | −7.4 (18.7)                 | −3.4 (25.9)                 | 1.4 (34.5)                  | 6.4 (43.5)                  | 8.9 (48.0)                  | 7.5 (45.5)                  | 3.0 (37.4)                  | −1.7 (28.9)                 | −6.4 (20.5)                 | −8.9 (16.0)                 | −1.9 (28.6)                 |
| الهطول مم (إنش)                            | 80 (3.1)                    | 81 (3.2)                    | 60 (2.4)                    | 53 (2.1)                    | 38 (1.5)                    | 59 (2.3)                    | 69 (2.7)                    | 76 (3.0)                    | 92 (3.6)                    | 113 (4.4)                   | 88 (3.5)                    | 91 (3.6)                    | 910 (35.8)                  |
| متوسط أيام هطول الأمطار (≥ 1 mm)           | 11.2                        | 11.8                        | 10.1                        | 9.3                         | 8.5                         | 10.9                        | 12.8                        | 14.8                        | 14.6                        | 14.7                        | 12.0                        | 12.0                        | 142.7                       |
| المصدر: Norwegian Meteorological Institute |                             |                             |                             |                             |                             |                             |                             |                             |                             |                             |                             |                             |                             |

## معرض صور

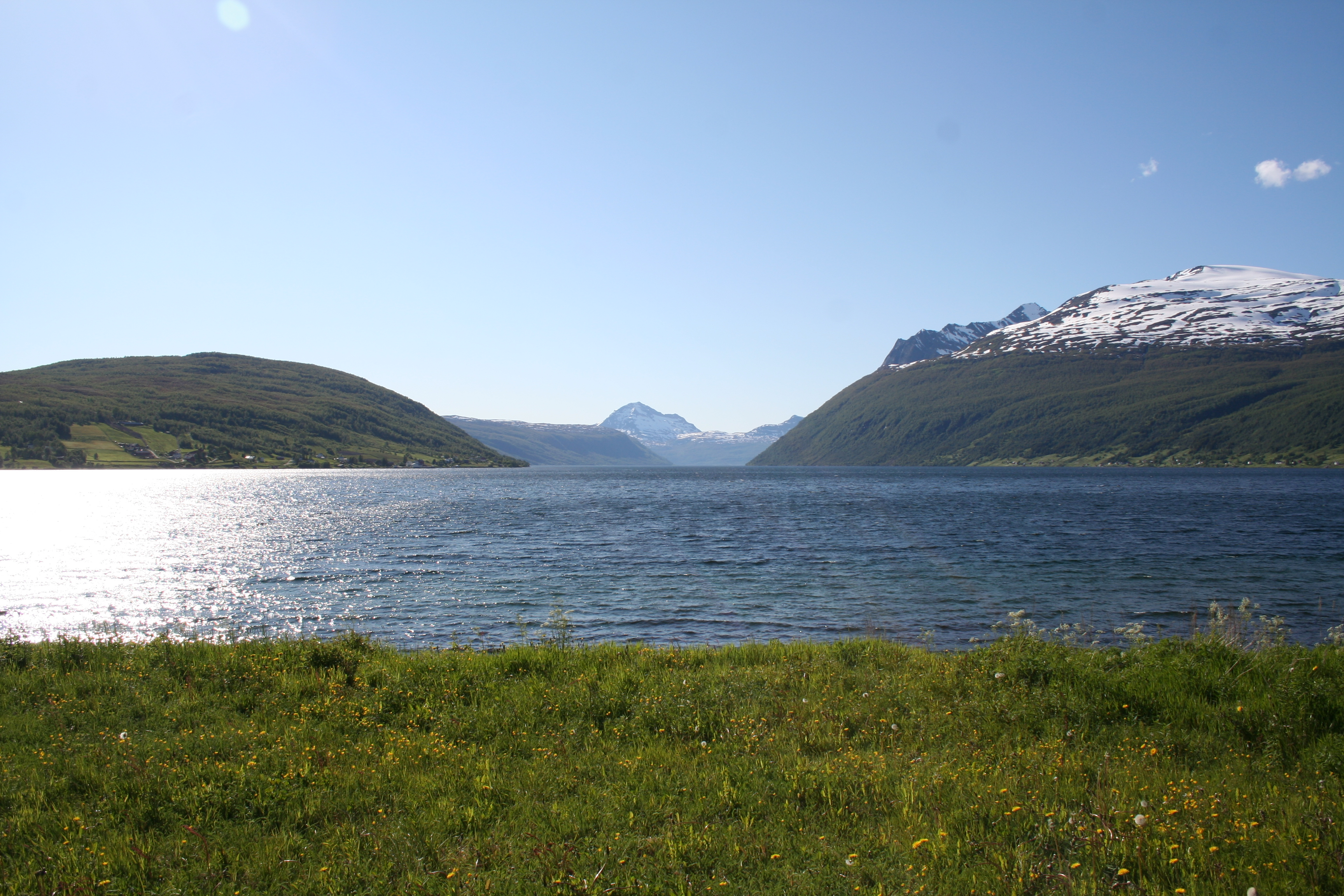
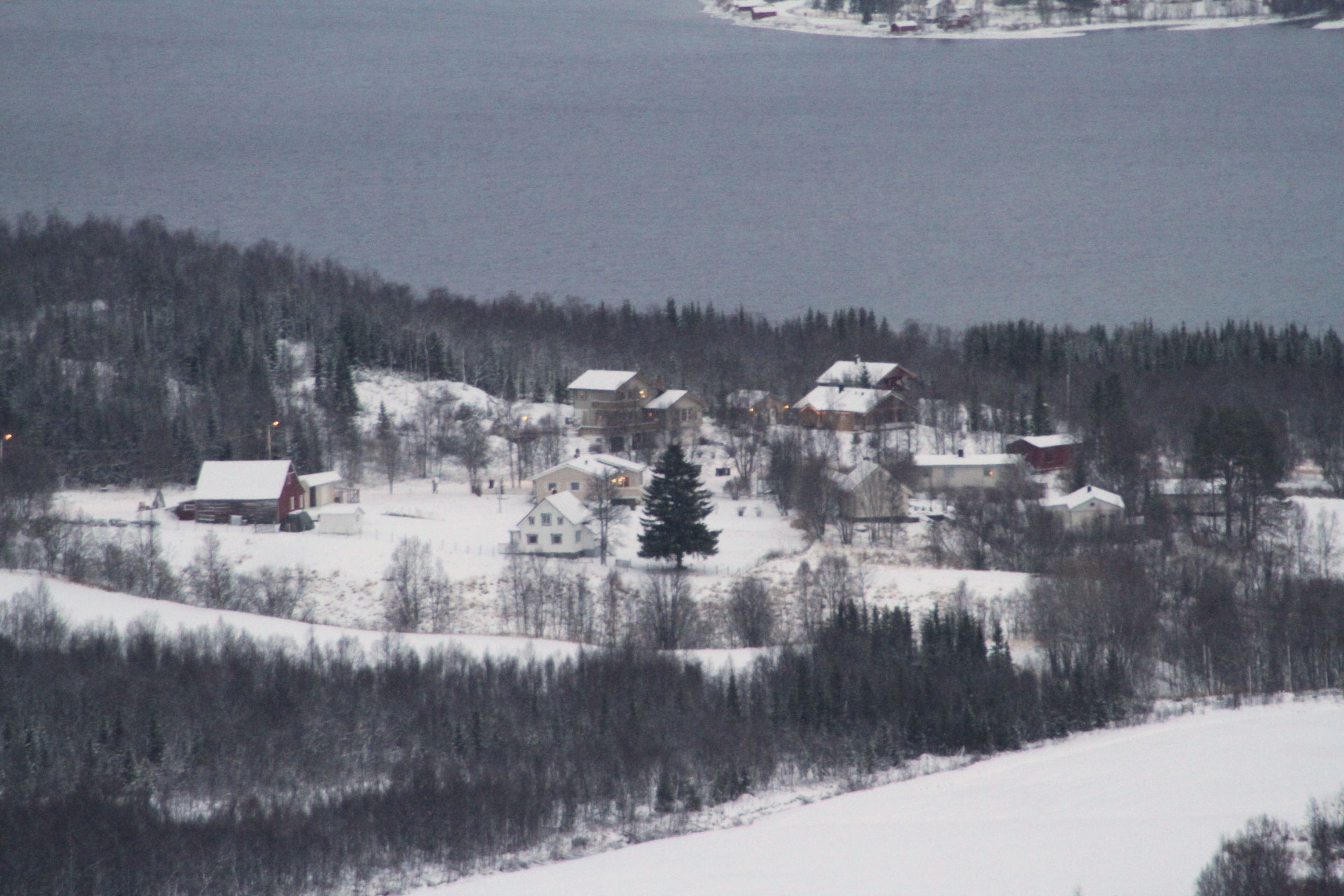
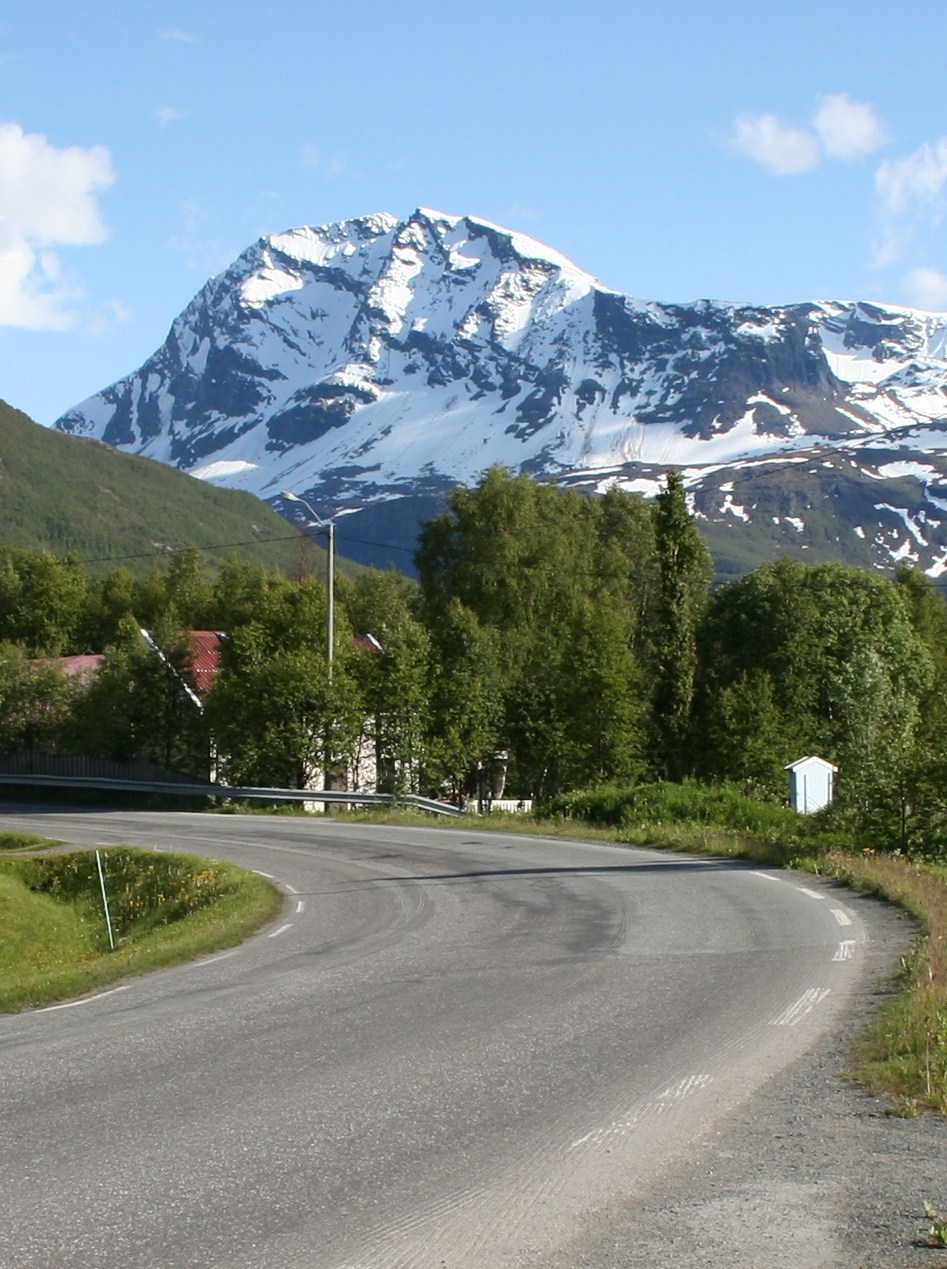